# Système des protégés
Le système des protégés (en arabe : نظام المحميين) au Maroc au 19e siècle permettait aux personnes travaillant pour des consuls et vice-consuls étrangers de bénéficier de certains privilèges et protections juridiques qui n'étaient pas accessibles au reste de la population locale,.
Au début, le statut de protégé n'était accessible qu'aux Marocains - musulmans et juifs - mais il a été étendu aux Européens dans les années 1860. Le système des protégés était un parallèle au système capitulatoire de l'Empire ottoman,.
La Conférence de Madrid de 1880 a été organisée à la demande du sultan Hassan Ier en réponse à l'abus du système des protégés par la France et l'Espagne.

## Source
- (en) Cet article est partiellement ou en totalité issu de l’article de Wikipédia en anglais intitulé « Protégé system » (voir la liste des auteurs).